# Davor Butković
Davor Butković (rođen je 23. studenog 1965. u Zagrebu), hrvatski novinar.
Srednju strukovnu školu završio je u Zagrebu. Nakon toga je radio razne poslove. Novinarstvom se počeo baviti od lipnja 1981. god. Tijekom osamdesetih pisao je u Džuboksu, Poletu, Startu, Danasu, Studentskom listu i Mladini.
Od 1990., piše kolumne u Globusu. Godine 1992. imenovan je zamjenikom glavnog urednika. 
Tu funkciju je obnašao od 1995. do 1997., te od 2000. do 2002. godine. Zajedno s Tomislavom Wrussom i Zdravkom Milinovićem osniva Jutarnji list, 1998. godine. Tu je zamjenik glavnog urednika i politički kolumnist do prosinca 2014. godine.

## Kontroverza i kritika
- Tjednik Nacional je 2004 objavio vijest o navodnim sumnjivim poslovima Butkovića u Češkoj. Po njima je Butković financirao gurua koji je otimao djecu imućnih obitelji.[2]
- Davor Butković je kao kolumnist u Jutarnjem listu i Globusu, objavio u potpunosti izmišljen dezinformacijski intervju s premijerom Ivom Sanaderom. Navodno nije unaprijed znao da je intervju izmišljen, dobio ga je preko e-maila preko adrese linija04@gmail.com.
- index.hr objavio je u ožujku 2012. da Davor Butković ima porezna dugovanja državi od najmanje 754.869,04 kuna[3] Na listi srama ministarstva finacija objavljenoj u srpnju 2015.  razvidno je da za razna davanje državi Butković duguje ukupno 2.332.408,93 kuna, a prema službenim podacima iz listopada 2019. godine taj dug se popeo na 3.229.365,72 kuna.
- Jutarnji list, u analizi Davora Butkovića, objavio je u dva različita izdanja 17. ožujka 2013. dva različita rezultata ankete. U istarskom izdanju Jutarnjeg lista Butković je napisao analizu pozivajući se na anketu koju je proveo Ipsos puls, prema kojoj Kajin vodi ispred IDS-ovca Valtera Flege za 12 posto glasova u utrci za istarskog župana. Butković je napisao da je IDS-ovac Flego osvojio 29 posto glasova u anketi, a Damir Kajin 41 posto glasova, i na temelju te informacije donio zaključak o "golemoj Kajinovoj prednosti". U zagrebačkom izdanju objavljeno je da Kajin ima 37,3 % glasova u anketi, a Flego 32,6 %. Tako je istarsko izdanje objavilo naslov "Kajin vodi ispred IDS-ovca Flege za 12 posto glasova", a u zagrebačkom izdanju "SDP-ova koalicija i IDS izjednačeni na izborima u Istri". "Izvor informacije nije Ipsos Puls. Jutarnji list objavio je neke netočne podatke", rekao je Dragan Bagić iz Ipsos Pulsa.[4] Sljedeći se dan na portalu Jutarnjeg lista pojavila rečnica s isprikom u zaglavlju "Jutarnji list je u prva dva izdanja od nedjelje objavio netočne podatke iz ankete Ipsos Pulsa. Ispričavamo se Ipsos Pulsu i kandidatima."[5]

## Vanjske poveznice
- Totalportal[neaktivna poveznica]
- dnevnik
- Nacional  Arhivirana inačica izvorne stranice od 8. ožujka 2009. (Wayback Machine)